# Calvatia lilacina
Calvatia lilacina är en svampart som först beskrevs av Berk. & Mont., och fick sitt nu gällande namn av Henn. 1904. Calvatia lilacina ingår i släktet Calvatia och familjen Agaricaceae.   Inga underarter finns listade i Catalogue of Life.